# کیوارزار
کیوارزار در شهرستان ازنا، بخش مرکزی، دهستان پاچه لک غربی، حدود ۹۰۰ متری غرب روستای گرجی واقع شده و این اثر در تاریخ ۲۸ اسفند ۱۳۸۵ با شمارهٔ ثبت ۱۸۳۲۷ به‌عنوان یکی از آثار ملی ایران به ثبت رسیده است.